# Onorificenze spagnole
Elenco delle onorificenze e degli ordini di merito e cavallereschi distribuiti dal Regno di Spagna e dalla Seconda repubblica spagnola.

## Regno di Spagna

### Ordini cavallereschi antichi
- Orden de la Encina, García II Jiménez, re di Navarra (870-882?)
- Orden de la Terraza, García III Sánchez, re di Navarra (1040)
- Orden de Santa Maria de Lirio, García III Sánchez, re di Navarra (1048)
- Cofradía de Belchite, Alfonso I il Battagliero, re d'Aragona (1122)
- Orden de San Salvador de Monreal, Alfonso I il Battagliero, re d'Aragona (1124)
- Ordine dell'Ascia, Raimondo Berengario IV, conte di Barcellona (1150)
- Ordine militare di Alcántara, Suero e Gómez Fernández Barrientosa (1154)
- Ordine militare di Calatrava, Raimondo di Fitero, primo abate del monastero cistercense di Fitero (Navarra) (1158)
- Ordine di Santiago (1170)
- Orden de Santa Maria de Montegaudio, Rodrigo Álvarez de Sarriá, conte delle Asturie (1172)
- Orden de Alcalá de la Selva, Alfonso II il Casto, re d'Aragona (1174)
- Orden del Hospital de San Redentor, Alfonso II il Casto, re d'Aragona (1187)
- Ordine di Sant Jordi d'Alfama, Pietro II il Cattolico, re d'Aragona (1201)
- Orden de los Hermanos Hospitalarios de Burgos, Alfonso VIII, re di Castiglia (1212)
- Orden de San Pedro Mártir, Domenico di Guzmán (1216)
- Ordine di Santa Maria della Mercede, Pietro Nolasco e Giacomo I il Conquistatore, re d'Aragona (1218)
- Orden de Santa María de España, Alfonso X il Saggio, re di Castiglia e León (1270)
- Ordine di Montesa, Giacomo II il Giusto, re d'Aragona (1317)
- Orden de la Escama, Alfonso XI il Giustiziere, re di Castiglia e León (1318)
- Orden de la Banda, Alfonso XI il Giustiziere, re di Castiglia e León (1332)
- Orden de la Paloma, Giovanni I, re di Castiglia e León (1379)
- Orden de la Razón, Giovanni I, re di Castiglia e León (1385)
- Orden del Lebrel Blanco, Carlo III il Nobile, re di Navarra (1391)
- Orden de las Azucenas y Orden de la Jarra, Ferdinando I di Antequera, re d'Aragona (1403)
- Orden del Armiño, Alfonso V il Magnanimo, re d'Aragona (1436)

### Ordini cavallereschi
| Nastro | Ordine                          | Creazione                                                |
| ------ | ------------------------------- | -------------------------------------------------------- |
|        | Ordine del Toson d'oro          | 10 gennaio 1430 da Filippo III di Borgogna (formalmente) |
|        | Ordine di Carlo III             | 19 settembre 1711 da Carlo III di Spagna                 |
|        | Ordine di Isabella la Cattolica | 14 marzo 1815 da Ferdinando VII di Spagna                |
|        | Ordine al merito civile         | 1926 da Alfonso XIII di Spagna                           |

### Ordini religioso-militari uniti in perpetuo alla corona spagnola
| Nastro | Ordine                       | Annessione alla corona spagnola                                     |
| ------ | ---------------------------- | ------------------------------------------------------------------- |
|        | Ordine di Santiago           | 1482 da Ferdinando il Cattolico                                     |
|        | Ordine militare di Calatrava | 1482 da Ferdinando il Cattolico                                     |
|        | Ordine militare di Alcántara | 1522 da Carlo V d'Asburgo soppresso nel 1872 e riabilitato nel 1874 |
|        | Ordine di Montesa            | 1587 da Filippo II di Spagna                                        |

### Ordini cavallereschi femminili
| Nastro | Ordine                          | Creazione                            |
| ------ | ------------------------------- | ------------------------------------ |
|        | Ordine della regina Maria Luisa | 21 aprile 1792 da Carlo IV di Spagna |

### Decorazioni militari
| Nastro | Ordine                                             | Creazione                                  |
| ------ | -------------------------------------------------- | ------------------------------------------ |
|        | Ordine di San Ferdinando (Croce Laureata)          | 31 agosto 1811 da Ferdinando VII di Spagna |
|        | Ordine di Sant'Ermenegildo                         | 1814 da Ferdinando VII di Spagna           |
|        | Croce al merito militare                           | 3 agosto 1864 da Isabella II di Spagna     |
|        | Croce al merito navale                             | 3 agosto 1864 da Isabella II di Spagna     |
|        | Croce al merito aeronautico                        | 2003 da Juan Carlos I di Spagna            |
|        | Medalla militar                                    | 1918                                       |
|        | Cruz de guerra                                     | 29 marzo 1938 da Francisco Franco          |
|        | Medalla del ejército, naval y aérea                |                                            |
|        | Croce a la constancia en el servicio               |                                            |
|        | Medalla de servicio de la Unión Europea Occidental |                                            |
|        | Medalla del mutilado                               |                                            |
|        | Medalla de sufrimientos por la Patria              |                                            |
|        | Croce Fidelitas                                    |                                            |
|        | Medalla de Campaña                                 | 2018 da Filippo VI di Spagna               |
|        | Medalla del Sáhara                                 |                                            |
|        | Medalla OTAN                                       |                                            |
| —      | Mención honorífica                                 |                                            |
| —      | Citación como distinguido                          |                                            |

### Ordini politici e di giustizia
| Nastro | Ordine                                                            | Creazione                       |
| ------ | ----------------------------------------------------------------- | ------------------------------- |
|        | Ordine di San Raimondo di Peñafort                                | 1944 da Francisco Franco        |
|        | Ordine al merito costituzionale                                   | 1988 da Juan Carlos I di Spagna |
|        | Ordine di Cisneros                                                | 1944 da Francisco Franco        |
|        | Real Ordine del Riconoscimento Civile alle Vittime del Terrorismo | 1999 da Juan Carlos I di Spagna |

### Decorazioni sociali
| Nastro | Ordine                                         | Creazione                                                             |
| ------ | ---------------------------------------------- | --------------------------------------------------------------------- |
|        | Orden Civil de Sanidad                         | 1943 da Francisco Franco                                              |
|        | Orden Civil de la Solidaridad Social           | 1988 da Juan Carlos I di Spagna a rimpiazzare l'Orden de Beneficencia |
|        | Orden al Mérito del Plan Nacional sobre Drogas | 1995 da Juan Carlos I di Spagna                                       |
|        | Medalla al Mérito Penitenciario                | 1996 da Juan Carlos I di Spagna                                       |
|        | Medalla de Honor de la Emigración              | da Juan Carlos I di Spagna                                            |
|        | Medalla de la Seguridad Social                 | da Juan Carlos I di Spagna                                            |

### Decorazioni culturali e sportive
| Nastro | Ordine                                                                | Creazione                             |
| ------ | --------------------------------------------------------------------- | ------------------------------------- |
|        | Ordine civile di Alfonso X il Saggio                                  | a rimpiazzare l'Ordine di Alfonso XII |
|        | Medalla al mérito en la investigación y en la educación universitaria |                                       |
|        | Orden de las artes y las letras de España                             |                                       |
|        | Medalla al mérito en las bellas artes                                 |                                       |
|        | Ordine reale del merito sportivo                                      |                                       |
|        | Medalla al mérito filatélico                                          |                                       |
|        | Medalla al mérito de la radioafición                                  |                                       |

### Decorazioni alla sicurezza
| Nastro | Ordine                                    | Creazione |
| ------ | ----------------------------------------- | --------- |
|        | Orden del mérito policial                 |           |
|        | Orden del mérito del cuerpo de la guardia |           |
|        | Medalla al mérito de la protección civil  |           |
|        | Medalla al mérito de la seguridad vial    |           |

### Ordini di merito regionali
| Nastro | Ordine                                                    | Creazione |
| ------ | --------------------------------------------------------- | --------- |
|        | Creu de Sant Jordi                                        |           |
|        | Medalla d'Or de la Generalitat de Catalunya               | 1978      |
|        | Medalla de Andalucia                                      | 1985      |
|        | Medalla de Asturias                                       |           |
|        | Medalla de Cantabria                                      |           |
|        | Medalla de Galicia                                        |           |
|        | Medalla de La Rioja                                       |           |
|        | Medalla de la comunidad de Madrid                         |           |
|        | Medalla de la región de Murcia                            |           |
|        | Gernikako arbolaren gurutzea - Cruz del Árbol de Guernica |           |